# Gare de Mesnil-Mauger
Pour les articles homonymes, voir Gare de Mesnil.
La gare de Mesnil-Mauger est une ancienne gare ferroviaire française des lignes de Mantes-la-Jolie à Cherbourg et de Sainte-Gauburge à Mesnil-Mauger, située sur la commune déléguée du Mesnil-Mauger, au sein de la commune nouvelle de Mézidon Vallée d'Auge, dans le département du Calvados en région Normandie.
Fermée au service voyageur en 1938, elle est détruite quelques années plus tard.

## Situation ferroviaire
La gare de Mesnil-Mauger était située au point kilométrique (PK) 208,685 de la ligne de Mantes-la-Jolie à Cherbourg, entre les gares de Lisieux et de Mézidon, et au PK 62,094 de la ligne de Sainte-Gauburge à Mesnil-Mauger, dont la gare était le terminus.

## Histoire
La gare est ouverte par la Compagnie des chemins de fer de l'Ouest le 29 décembre 1855, lors de l'ouverture du tronçon de Lisieux à Mondeville de la ligne de Mantes-la-Jolie à Cherbourg. Puis, le 30 décembre 1881, la gare est reliée à la ligne de Sainte-Gauburge à Mesnil-Mauger, lors de l'ouverture du tronçon entre Ticheville-Le Sap et le Mesnil-Mauger. 
La ligne vers Sainte-Gauburge est fermée le 15 mai 1938 au service voyageurs. Lors des opérations du débarquement de Normandie, la gare est détruite.
Le dernier train de marchandises circule le 21 septembre 1989 sur la ligne de Sainte-Gauburge.
La gare est démolie quelques années après[réf. nécessaire].